# Pěnčín u Turnova
Pěnčín (deutsch Pientschin) ist eine Gemeinde in Tschechien. Sie liegt fünf Kilometer westlich von Turnov und gehört zum Okres Liberec.

## Geographie
Der Ort liegt am nördlichen Rande des Isertales. Südlich verläuft die Trasse der Schnellstraße R 10 zwischen Mladá Boleslav und Turnov. Durch den östlichen Nachbarort Doubí führt die Eisenbahnstrecke von Turnov nach Liberec.
Nachbarorte sind Vitanovice, Albrechtice, Čičavy und Kamenec im Norden, Doubí und Lažany im Nordosten, Ohrazenice und Čtveřín im Osten, Přepeře im Südosten, Příšovice im Süden, Svijany im Südwesten, Svijanský Újezd im Westen sowie Soběslavice im Nordwesten.

## Geschichte
Erstmals urkundlich erwähnt wurde Pěnčín im Jahre 1383. Zu dieser Zeit hatte das Kloster Hradiště großen Grundbesitz in der Gegend erworben und die Landstriche besiedelt. Auch Pěnčín war Teil des klösterlichen Besitzes, der vom Klostergut Svijany verwaltet wurde. Ein Teil des Ortes bildete jedoch eine freie Grundherrschaft und befand sich im Besitz einer örtlichen Landadelsfamilie, deren Sitz die Feste Pěnčín war.
Nach der Zerstörung des Klosters durch die Hussiten überließ der spätere Kaiser Sigismund seinem Gefolgsmann Johann von Wartenberg auf Ralsko 1420 einen großen Teil der Herrschaft Hradiště, zu dem auch Pěnčín gehörte. Und als Jan Čapek ze Sán 1425 Turnov besetzte und anschließend Kloster Hradiště zu seinem Sitz machte, gehörte auch Pěnčín zu den von ihm kontrollierten Orten.
1547 ließ Ferdinand I. sämtlichen Besitz des am Ständeaufstand beteiligten Adam von Wartenberg einziehen und die Herrschaften erhielt Johann von Oppersdorff. Nachdem Adam 1564 verstorben war, erhielten seine beiden Söhne die Herrschaft Skaly zurück, die sie teilten. Pěnčín gehörte zusammen mit Střížovice und Vitanovice zur neu gebildeten Herrschaft Svijany, die Jaroslav von Wartenberg erhielt. Über dessen Witwe Anna Katharina Smiřický von Smiřice gelangte es an ihren zweiten Ehemann Joachim Andreas von Schlick. Nach dessen Hinrichtung kaufte am 27. Juli 1622 Albrecht von Waldstein die Herrschaft und überließ sie 1624 seinem Vetter Maximilian von Waldstein. 1814 wurden die Fürsten Rohan Besitzer des Dorfes. Seit 1850 ist Pěnčín eine selbstständige Gemeinde.
Die Bewohner des Ortes lebten vorwiegend von der Landwirtschaft, in der wegen der Südhanglage der Obstbau eine große Rolle spielt. In den 1970er und 1980er Jahren gab es eine Freundschaft – verbunden mit regelmäßigen Besuchen – zwischen der SG 48 Schönfels aus der damaligen DDR und dem TJ Sokol Pěnčín. Nach dem Ende der DDR wurden diese Besuche auf familiärer Basis noch bis mindestens 2016 fortgeführt.

## Gemeindegliederung
Die Gemeinde Pěnčín besteht aus den Ortsteilen Albrechtice (Albrechtitz), Červenice (Tscherwenitz), Kamení (Kameni), Pěnčín (Pientschin), Střížovice (Strieschowitz), Vitanovice (Wittanowitz) und Zásada (Sasada). Grundsiedlungseinheiten sind Albrechtice, Červenice, Kamenec, Kamení, Pěnčín, Střížovice, Vitanovice und Zásada.
Das Gemeindegebiet gliedert sich in die Katastralbezirke Kamení, Pěnčín und Střížovice u Pěnčína.

## Sehenswürdigkeiten

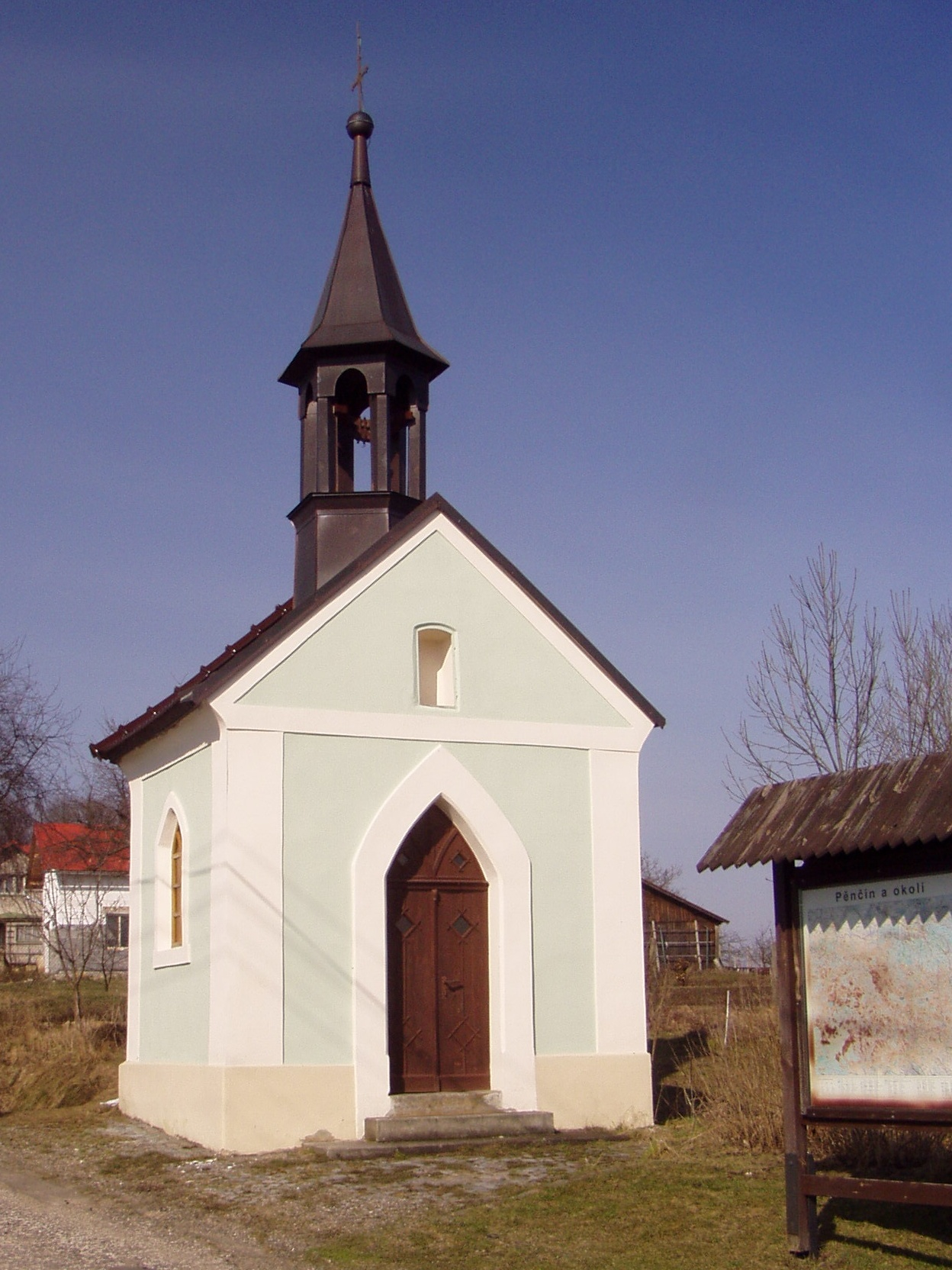
Kapelle in Kamení

- Kapelle und Kruzifix auf dem Dorfplatz von Pěnčín
- Kapelle in Kamení

## Söhne und Töchter der Gemeinde
- Václav Laurin (1865–1930), Techniker und Unternehmer